# آلبانی (ایندیانا)
البانی، ایندیانا (به انگلیسی: Albany, Indiana) یک سکونتگاه مسکونی در ایالات متحده آمریکا است که در ایندیانا واقع شده‌است.

## خصوصیات
البانی ۴٫۵۶ کیلومترمربع مساحت و ۲٬۱۶۵ نفر جمعیت دارد و ۲۷۷ متر بالاتر از سطح دریا واقع شده‌است.